# Samuel Frederick Perry
Samuel Frederick Perry (* 29. Juni 1877 in Stockport, Cheshire; † 19. Oktober 1954 in Willesden) war ein britischer Politiker (Labour Party).

## Leben und Tätigkeit
Perry war ein Sohn des Baumwollspinners Samuel Perry. Mit Hilfe eines Stipendiums konnte Perry die Stockport Grammar School besuchen, musste diese aber nach dem Tod seines Vaters 1887 vorzeitig abbrechen um ein Baumwollspinner zu werden. In den 1890er Jahren widmete er sich der Politik zu: 1917 wurde er anlässlich der Gründung der Co-Operative Party zu ihrem ersten Sekretär ernannt, ein Posten, den er über fünfundzwanzig Jahre, bis ins Jahr 1942 bekleiden sollte.
Bei einer Nachwahl im Jahr 1920 bewarb Perry sich erstmals um einen Sitz im House of Commons, dem britischen Parlament: In dieser Wahl kandidierte er erfolglos im Wahlkreis Stockport. Bei der regulären Parlamentswahl bewarb er sich abermals – und erneut vergeblich – um einen Parlamentssitz in diesem Wahlkreis. Bei der Parlamentswahl des Jahres 1923 gelang es ihm dann als Kandidat im Wahlkreis Kettering ins House of Commons gewählt zu werden. Bei der vorgezogenen Neuwahl des Jahres 1924 verlor er seinen Sitz jedoch bereits wieder, da er in dieser Wahl gegen den konservativen Kandidaten Mervyn Manningham-Buller. Bei der Wahl des Jahres 1929 konnte Perry seinen alten Sitz zurückgewinnen, verlor ihn aber bei der Wahl des Jahres 1931 erneut und diesmal endgültig an den Konservativen John Eastwood. Perry gehörte dem britischen Unterhaus somit von 1923 bis 1924 und von 1929 bis 1931 als Abgeordneter an für insgesamt rund drei Jahre.
Darüber hinaus amtierte Perry bis 1942 als nationaler Sekretär der Co-operative Party sowie 1924 als parlamentarischer Privatsekretär des britischen Gesundheitsminister und 1929 als parlamentarischer Privatsekretär der Handelsministers (President of the Board of Trade).

## Familie
Perry war in zweiter Ehe mit Olive Elizabeth geb. Gardner verheiratet. Einer seiner Söhne war der britische Tennisspieler Fred Perry.

## Schriften
- Peace: The Co-operative Plan. The Co-operative Party's Peace Policy, 1938.